# 岩居点地梅
岩居点地梅（学名：Androsace wilsoniana）为报春花科点地梅属下的一个种。

## 扩展阅读
- 維基物種上的相關：岩居点地梅